# Пафиния
Пафиния (лат. Paphinia) — род эпифитных симподиальных травянистых растений семейства Орхидные, или Ятрышниковые (Orchidaceae).
Аббревиатура родового названия в промышленном и любительском цветоводстве — Pna.
Систематическое положение рода не устоявшееся. Некоторые систематики относят род Пафиния к подтрибе Stanhopeinae, трибы Maxillarieae, подсемейства Эпидендровые.
Род не имеет устоявшегося русского названия, в русскоязычных источниках обычно используется научное название Paphinia.

## Этимология
Научное название рода происходит от одного из имён (эпиклеса) древнегреческой богини Афродиты — Пафия (греч. Paphia), употреблявшегося в древности жителями города Пафос (греч. Πάφος), с острова Кипр, где находился храм общегреческого значения.

## Ареал
Род состоит приблизительно из 18 видов, распространённых в Америке от южных районов Гватемалы, в Коста-Рике, Эквадоре, Боливии. 
В Бразилии встречается только в двух северных штатах Амазонас и Пара.

## История исследования
Впервые род был описан в 1843 году Джоном Линдли. Первый исследованный им в 1836 году вид (известный теперь как Paphinia cristata) был описан под названием Maxillaria cristata. В 1883 году Джордж Бентам пересмотрел систематику этих растений и перенёс известные виды в род Lycaste, однако такая классификация не была принята.
В последние десятилетия XX века получены новые сведения о роде этих растений (15 из известных в настоящее время видов были описаны начиная с 1983 года). Последние исследования ДНК показали филогенетическую близость рода Пафиния к Horichia Jenny, Houlletia Brongn. и Schlimmia Planch. & Linden.

## Описание
Растения среднего размера с маленькими яйцевидными псевдолуковицами и с двумя или более листьями.
Цветы некоторых видов этого рода могут достигать в диаметре до 20 см и считаются весьма крупными, принимая во внимание размер самих растений.
Растения этого рода считаются редкими.

Фотографии отдельных видов
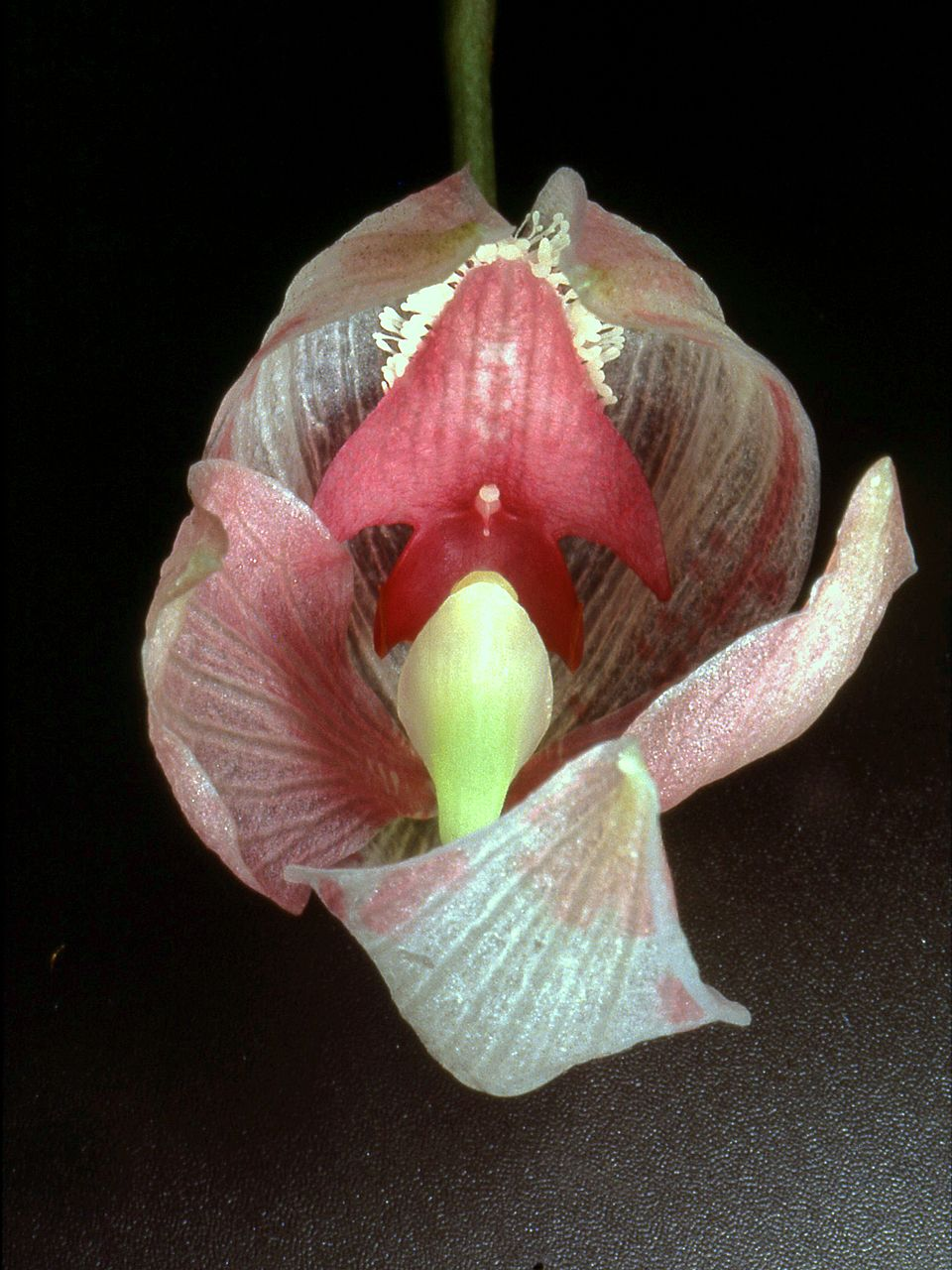
Paphinia seegeri
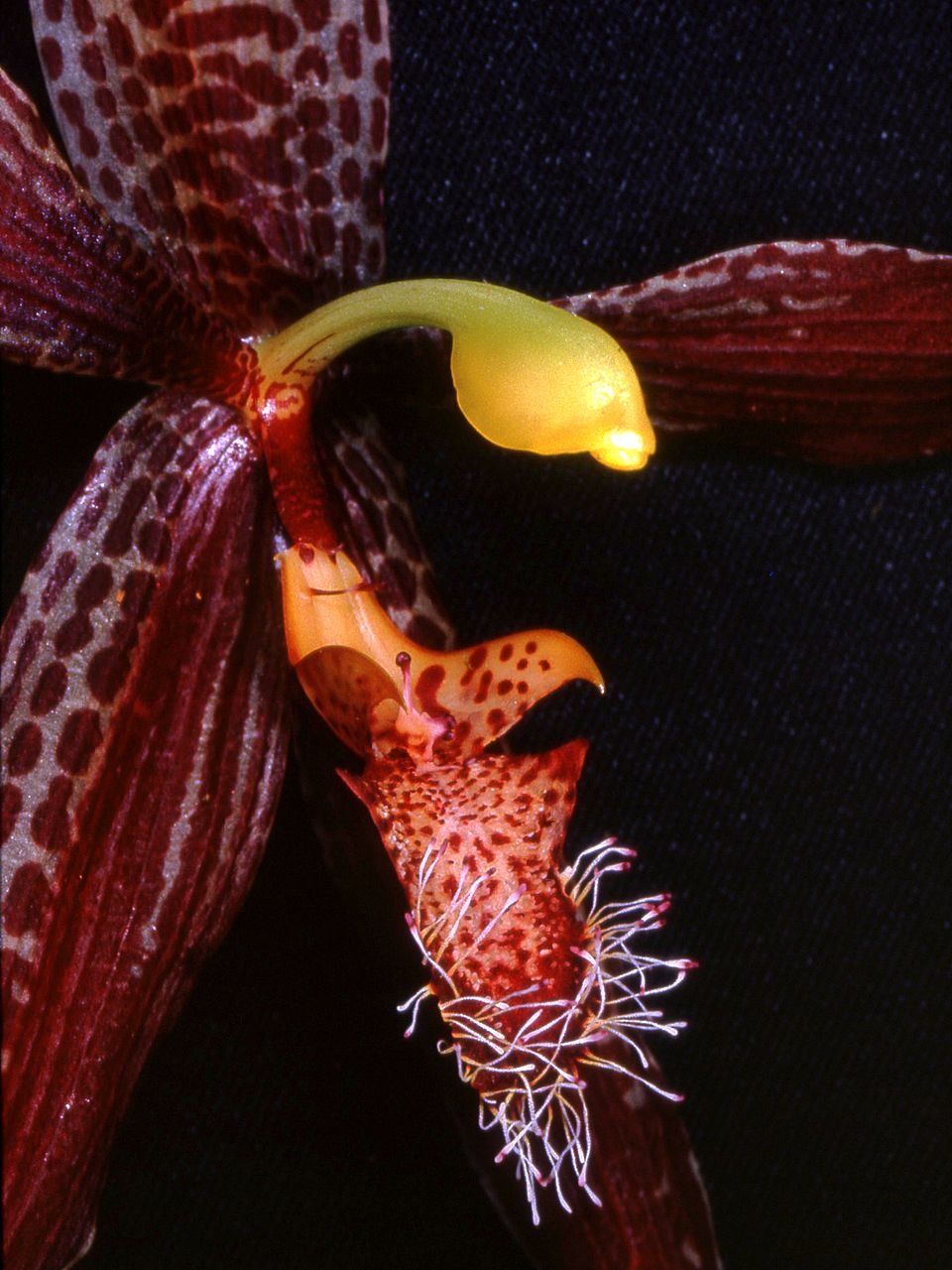
Paphinia litensis
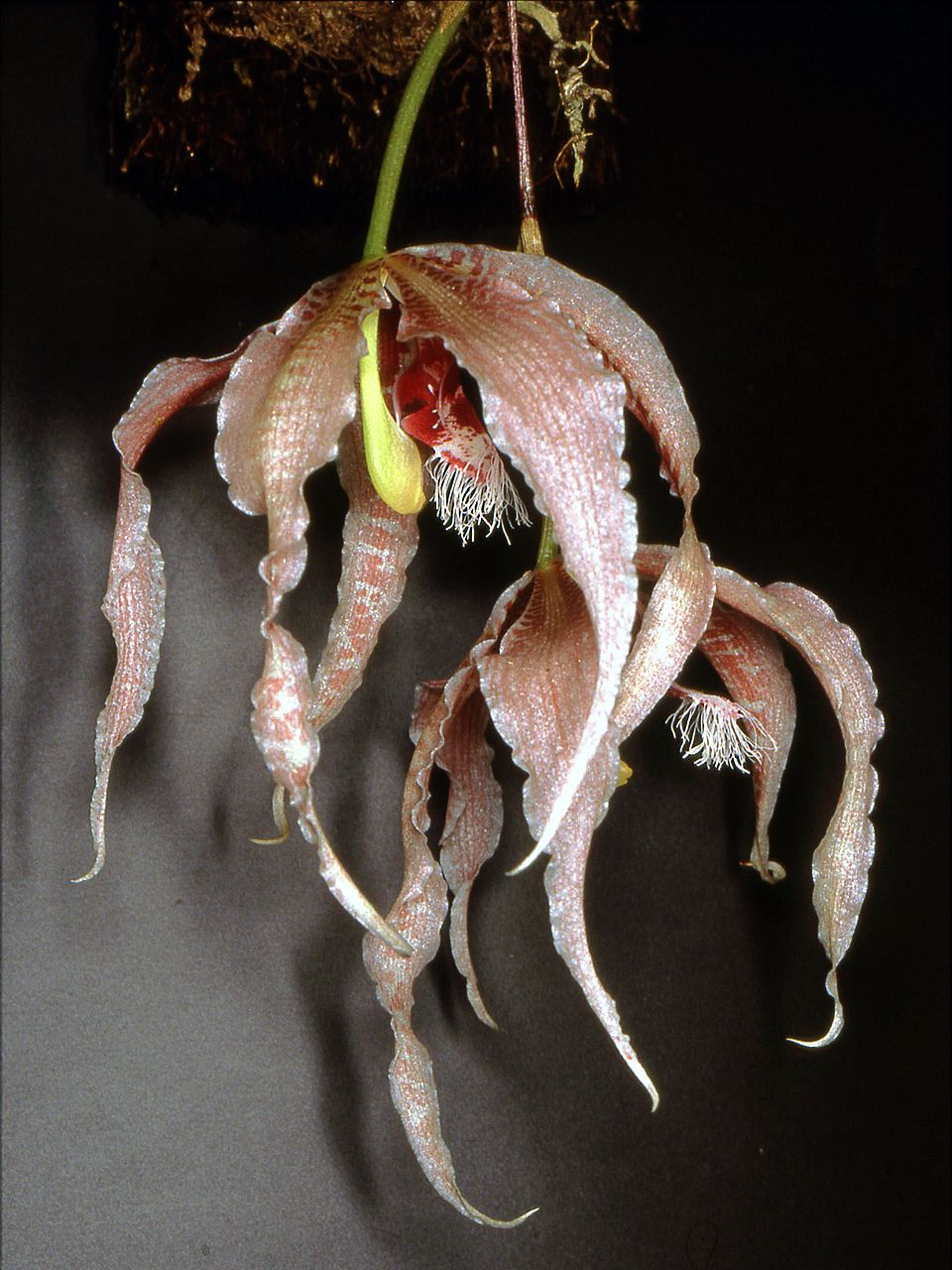
Paphinia herrerae
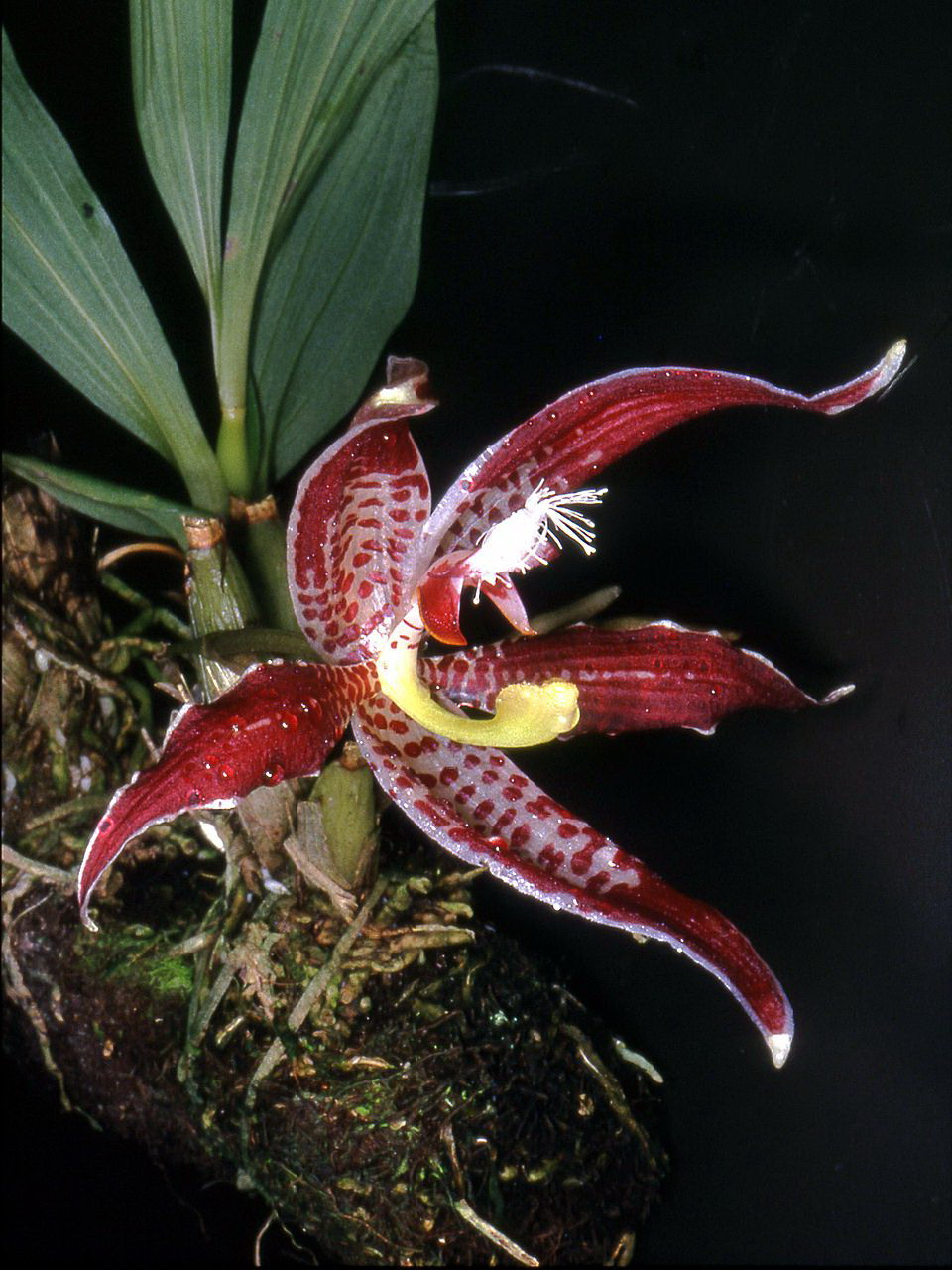
Paphinia neudeckeri
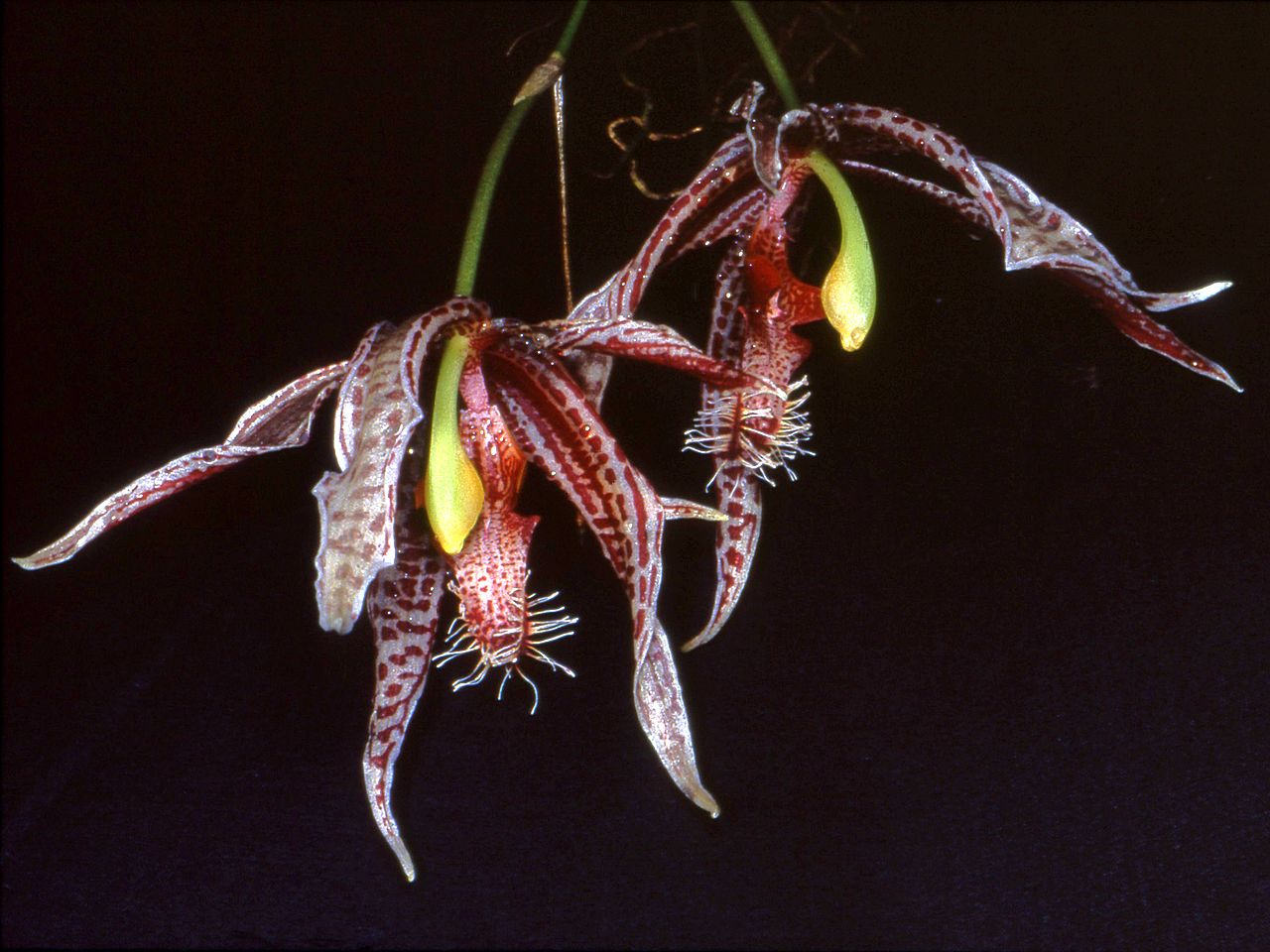
Paphinia litensis

## Виды
- Paphinia benzingii Dodson & Neudecker 1990, Эквадор провинция Эсмеральдас (исп. Esmeraldas}
- Paphinia cristata Lindley 1843 typus — Пафиния гребенчатая, Дождевые леса Амазонии, острова Тринидад и Тобаго
  - Paphinia cristata f. modiglianiana (Rchb.f.) O.Gruss 2003 [ syn. Paphinia cristata var. modiglianiana Rchb.f. 1887, Paphinia clausula Dressler 1966, Paphinia modigliani hort. ex Linden 1888]
- Paphinia dunsterville Dodson & Neudecker 1993, Венесуэла
- Paphinia grandiflora Barb.Rodr. 1877, Бразилия штат Амазонас
- Paphinia grandis Rchb.f. ex T.Moore 1885, Бразилия
  - [ syn. Paphinia nutans Houllet 1878]
- Paphinia herrerae Dodson 1989, Эквадор провинция Самора-Чинчипе (исп. Zamora Chinchipe)
- Paphinia hirtzii Dodson 1989, Эквадор провинция Эсмеральдас (исп. Esmeraldas}
- Paphinia levyae Garay 1999, Эквадор провинция Карчи (исп. Carchi)
  - Paphinia levyae var. angustisegmenta Garay 1999
- Paphinia lindeniana Rchb.f. 1887 Венесуэла, Колумбия
- Paphinia litensis Dodson & Neudecker 1991, Эквадор провинция Эсмеральдас (исп. Esmeraldas}
- Paphinia neudeckeri Jenny 1983, Эквадор провинция Напо (исп. Napo}
  - Paphinia neudeckeri f. mocoaensis (Jenny) O.Gruss 2003
- Paphinia posadarum Dodson & R.Escobar 1993, Колумбия департамент Чоко
- Paphinia randi L.Linden & Rodigas 1885, Бразилия
- Paphinia rugosa Rchb.f. 1877, Колумбия департамент Каука
- Paphinia seegeri G.Gerlach 1989, Колумбия департамент Чоко
  - Paphinia seegeri var. semi-alba Gerlach 1989
- Paphinia subclausa Dressler 1997, Коста-Рика, Панама
- Paphinia tigrina hort. 1851 [ syn. Houlletia tigrina Linden ex Lindl. & Paxton 1853]
- Paphinia vermiculifera G.Gerlach & Dressler 2003, Панама провинция исп. Coclé
- Paphinia zamorae Garay 1999, Эквадор провинция Самора-Чинчипе (исп. Zamora Chinchipe)

### Первичныегибриды(грексы)
- Paphinia × Majestic [= Paphinia cristata × Paphinia herrerae][5]
- Paphinia Majestic -  P.cristata  х  P.herrerae  (H.& R.) 1997.
- Paphinia Memoria Remo Lombardi - P.herrerae х P.lindeniana - Diana, 2001.
- Paphinia Hybride has - P.cristata х P.lindeniana -?

## Межродовыегибриды(грексы)
Gonginia Valeria Tognoloni - Paphinia Memoria Remo Lombardi (P.herrerae х P.lindeniana) х  Gongora horichiana  - (Diana) 2006.

## В культуре
Из-за крупных и эффектных цветов пафинии часто встречаются в ботанических садах и частных коллекциях орхидей. Не простая в содержании группа. 

Большая часть видов относится теплой и умеренной температурной группе. Требования к свету — тень\полутень. Понижений температуры не любят. Большая часть видов при понижениях температуры подвержены грибковым и бактериальным заболеваниям. Все растения маленького-среднего размера, но с очень крупными цветами.
Поливают круглый год умеренно, избегая полной просушки субстрата. Субстрат влагоемкий. Влажность воздуха 60—80 %. 

В период роста нуждаются в обильном поливе. После вызревания новых псевдобульб до начала роста цветоносов полив уменьшают. Для посадки используют блоки, корзинки или горшки.